# 未来电视
未来电视有限公司（NewTV，又称中国互联网电视，英文前称为“ICNTV”），是中国中央电视台旗下的新媒体公司。经国家广电总局批准，“中国互联网电视”进行互联网电视（OTT）业务运营。与中国移动战略合作，为大多省市移动分公司提供“魔百和”业务，截止2019年8月，未来电视拥有家庭用户1.5亿余户。
2010年3月24日，央视网（原中国网络电视台）首家获得广电总局颁发的互联网电视牌照；同年6月23日，首家通过广电总局互联网电视集成播控平台验收工作。2011年12月2日，未来电视有限公司正式注册成立，总部设在天津市，主要从事向用户提供新闻、体育、影视、少儿、纪录片等节目的点播服务，以及少儿、广场舞、电商等垂直应用服务。2017年由未来电视牵头，联合七家牌照方，经广电总局批准，发起成立中国网络视听节目服务协会互联网电视工作委员会。

## 经营范围

### 互联网电视应用

#### CCTV.新视听
“CCTV.新视听”以中国中央电视台和腾讯的内容为主，提供高清和超高清节目点播服务。

#### NewTV极光
NewTV极光是一款互联网电视端应用产品，类目包含；电视剧、电影、综艺、动漫、体育等共几十个分类。

#### 未来应用
未来应用涵盖游戏、少儿、健康、生活、电竞、影视等各垂直品类。

### 垂直项目

#### 炫舞未来
炫舞未来是广场舞领域综合性舞蹈平台。

#### 贝塔未来星
贝塔未来提供线上（4k+VR）知识付费课程+线下老师课堂，互补式服务。

#### 未来怡伴
未来怡伴是一款老年人专属应用，为老年人提供医疗、生活缴费、唱歌等服务。

#### 汽车频道
未来电视汽车中心提供汽车赛事、VR全景看车选车。

#### NewTV VR
NewTV VR支持5G+4K+VR全景视频的应用。

#### 未来电商
未来电商包含电视购物、边看边买、关联电商等模式。

#### 未来广告
未来电视广告非为：控制台、广告管理、客户管理、资源管理和系统管理五块。

### 合作服务

#### 智能电视终端
除了与大多省市的中国移动“魔百和”互联网电视合作外，未来电视还与TCL、康佳、创维、长虹、三星等品牌智能电视进行对接合作方互联网电视牌照

### 海外合作
- YouTube
- 亞洲電視數碼媒體
- TVB Anywhere
- 韩流TV
- 印尼电信
- HULU
- iTalkBB
- VIKI
- Amazon Instant Video

## 管理团队
| CEO  | 副总经理 | 总经理 |
| ---- | -------- | ------ |
| 李鸣 | 高建国   | 任世武 |

## 荣誉
1. 智能电视操作系统TVOS2016年度突出贡献奖
2. 2017（第二届）中国创新论坛“中国互联网领军企业”
3. 影视文化进出口企业协作体理事单位（2017）
4. 中国互联网电视工作委员会理事长单位（2017）
5. 广播影视科技创新奖（201803）
6. 第十一届“全国文化企业30强”提名企业（2019）
7. 互联网电视亲子教育O2O服务入选2019年新型信息消费示范项目[9]